# The Art of Propaganda
The Art of Propaganda es un sampler lanzado en conjunto por Sherow Artist Society y Under Code Production el 13 de septiembre de 2008. Incluye las canciones «Prince» de la banda Versailles y «Shred» de Chariots. Fue vendido únicamente en el concierto «the "Art of Propaganda"» realizado en el Big Cat en Osaka, Japón.

## Lista de canciones
| N.º  | Título   | Letras | Música   | Intérprete | Duración |  |
| 1.   | «Prince» | Kamijo | Hizaki   | Versailles | 4:56     |  |
| 2.   | «Shred»  | Riku   | Chariots | Chariots   | 3:57     |  |
| 8:53 |          |        |          |            |          |  |